# Medizingeschichte
Medizingeschichte, auch Geschichte der Medizin und Medizingeschichtsschreibung genannt, ist die Bezeichnung für jenen Zweig der Geschichtswissenschaft bzw. der Medizin, der die Geschichte der Medizin erforscht.

## Anfänge der Medizingeschichte
Die Medizingeschichtsschreibung der Antike setzte im 4. Jahrhundert v. Chr. ein. In der 2. Hälfte des 4. Jahrhunderts hatte der Aristotelesschüler Menon eine (doxographische) Darstellung der Entwicklung der Medizin verfasst, woraus in der als Anonymus Londinensis bezeichneten Schrift aus dem 1. oder 2. Jahrhundert n. Chr. Exzerpte überliefert sind. Einen ersten Überblick über die Geschichte der griechischen Medizin von ihren mythischen Anfängen bis zum Jahrhundert n. Chr. bietet das Vorwort zum medizinischen Teil der um 30 n. Chr. entstandenen Enzyklopädie des Römers Aulus Cornelius Celsus. Von 1455 bis 1458 verfasste der Humanist Giovanni Tortelli die erste selbständige Geschichte der Medizin in Briefform.

## Entwicklung der Medizingeschichte in Deutschland
Medizingeschichte verfügt in Deutschland über eine lange Tradition innerhalb der Medizin. Da bis ins 19. Jahrhundert hinein die antiken Texte des Corpus Hippocraticum (dem berühmten Arzt Hippokrates von Kos zugeschrieben) und des Galenos von Pergamon in der medizinischen Lehre gelesen wurden, stellte die Beschäftigung mit der Vergangenheit der Medizin eine Selbstverständlichkeit dar. Im Mittelpunkt stand dabei nicht die Geschichtsschreibung im heutigen Sinne, sondern die Zuordnung von Diagnosen und Therapien zu historischen Autoritäten der Medizin. Im Zuge der Aufklärung etablierte sich auch in der medizingeschichtlichen Auffassung ein Bewusstsein des allgemeinen Fortschritts in der Medizin. Erste umfangreichere medizinhistorische Publikationen entstanden Ende des 17. und Anfang des 18. Jahrhunderts. Gegen Ende des 19. Jahrhunderts spezialisierten sich einige Wissenschaftler an medizinischen Fakultäten und praktizierende Ärzte auf die Auseinandersetzung mit ihrer Geschichte. Vereinzelt gab es, wie vertreten in Berlin durch Justus Hecker (1795–1850), auch schon Lehrstühle für das Fach.
Um 1875 forderte Georg Fischer unter anderem, dass Geschichte der Medizin bzw. Medizingeschichte nicht zum von den einzelnen aktuellen Fächern losgelösten Hauptfach gemacht, sondern in die Hauptvorlesung des jeweils behandelten Faches integriert werden oder aber als eigene Veranstaltung die gesellschaftlichen, sozialen, kulturellen und wirtschaftlichen Beziehungen der Medizin darstellen und ihre Verknüpfungen mit der allgemeinen und nationalen Kulturgeschichte aufzeigen solle.
Zu Beginn des 20. Jahrhunderts erlangte die Medizingeschichte durch Karl Sudhoff, der das Fach 
Geschichte der Medizin neu begründete, größere Bedeutung, etwa auf das Denken den Ärzte, und etablierte sich als eigenständiges Fach an den Medizinischen Fakultäten. Die von demselben geleitete Fachzeitschrift (Archiv für Geschichte der Medizin seit 1907, später Sudhoffs Archiv genannt) unterstützte die Auffassung der Medizingeschichte als eigenständige Disziplin zwischen Geschichtswissenschaft und Medizin. Gerade der Hippokratismus (bzw. „Neohippokratismus“) der 1920er Jahre, in dem man sich sehr stark auf eine überhöhte Gestalt des Hippokrates berief, um aktuelle Probleme der Medizin zu lösen, führte zu einer stabilen Institutionalisierung der Medizingeschichte.
Sigerist und Paul Diepgen vertraten dann in den 1920er Jahren bereits von Fischer genannte Aspekte und forderten Medizingeschichte als integrativen Bestandteil der Kultur- und Sozialgeschichte.
Einen großen Verlust an Qualität und Führungspersönlichkeiten erlitt die deutsche Medizingeschichte in der Zeit des Nationalsozialismus 1933 bis 1945, als die führenden deutschen Medizinhistoriker in die USA auswanderten (u. a. Henry E. Sigerist, Owsei Temkin, Ludwig Edelstein, Erwin Heinz Ackerknecht). Heinz Goerke leitete den ersten internationalen Kongress für Geschichte der Medizin im Nachkriegsdeutschland. Das erste Lehrbuch für Geschichte der Medizin wurde 1968 von Irina Winter und Alexander Mette herausgegeben. Der medizinhistorischen Forschung im Nachkriegsdeutschland mangelte es bis in die 1970er Jahre hinein an Substanz und Kreativität, bis sie durch Impulse aus den geschichtswissenschaftlichen Methodendiskussionen neu angeregt wurde.
In den letzten Jahren wurden einzelne medizinhistorische Institute in Deutschland geschlossen, mit der Medizinethik institutionell zusammengefasst oder von dieser weitgehend verdrängt. Nur vereinzelt kam es zu Neugründungen, gegen den Trend wurde beispielsweise 2008 (als erstes Institut seit 1987) an der Universität Ulm das Institut für Geschichte, Theorie und Ethik der Medizin eingerichtet. In der deutschen Hochschulpolitik ist die Geschichte der Medizin als Kleines Fach eingestuft. Die Arbeitsstelle Kleine Fächer (jetzt an der Universität Mainz) gibt einen Überblick über alle Fachstandorte.

## Methodik der Medizingeschichte
Die Medizingeschichte stützt sich unter anderem auf Textquellen wie etwa medizinische Lehrwerke und Traktate, Fallgeschichten und Krankenakten oder auch Tagebücher, Briefe, literarische Texte sowie, vor allem in jüngerer Zeit auch auf bildliche Darstellungen und historische Objekte und andere Sachquellen. Die Untersuchung von menschlichen Überresten und alten Krankheitserregern fällt nicht in das Gebiet der Medizingeschichte, sondern der Paläopathologie.
Als veralteter Ansatz gilt, wie in der Wissenschaftsgeschichte insgesamt, die Fortschrittsgeschichte, die selektiv nach einzelnen Theorien und Praktiken in der Medizin früherer Zeiten sucht, die sich zumindest in ähnlicher Form bis heute behauptet haben. Grundlegendes Prinzip ist heute vielmehr die Anerkennung verschiedener Krankheitskonzepte und Praktiken als Teil und Spiegel des jeweiligen kulturellen Kontextes. Damit werden vergangene medizinische Erklärungsmodelle und Praktiken nicht einfach als „falsch“ gebrandmarkt und am System unserer Zeit gemessen, sondern die Denkweisen anderer Epochen werden in ihrer jeweils eigenen Logik betrachtet.
Ein grundsätzliches Problem sind retrospektive Diagnosen: Manche Medizinhistoriker lehnen es grundsätzlich ab, Krankheiten in historischer Zeit mit den in der Gegenwart definierten Krankheiten zu identifizieren, da die Zeitgenossen die Beschwerden ganz anders beschrieben und deuteten als heute. Andere Strömungen halten ein solches Vorgehen dagegen, analog der Übertragung von soziologischen und kulturwissenschaftlichen Begriffen der Gegenwart auf historische Sachverhalte, in engen Grenzen und für bestimmte Fragestellungen für sinnvoll und fruchtbar. Siehe auch Paläopathologie.
Seit 1967 gestellte Forderungen an die theorielastige Medizingeschichte, auch das praktisch-therapeutische Handeln zu berücksichtigen, wurden ab 1985, Roy Porters Ansätzen folgend, durch vermehrte Erforschung von Patientengeschichten berücksichtigt, womit der Kranke selbst näher ins Zentrum der Medizingeschichte rückte.
Walter Artelt, Johannes Steudel und Gerhard Eis hielten es für ideal, wenn Medizinhistoriker doppelt promoviert und neben der medizinischen Ausbildung auch ein geisteswissenschaftliches Studium absolvieren würden.

## Ausbildung
Die Medizingeschichte ist heute in Deutschland institutionell zum größten Teil an den medizinischen Fakultäten lokalisiert und hat einen Anteil an der medizinischen Ausbildung. Es finden sich aber auch außeruniversitäre Forschungseinrichtungen und Institutionen anderer akademischer Fächer, in denen Medizingeschichte oder bestimmte Aspekte der Medizingeschichte bearbeitet werden. So rekrutieren sich auch Medizinhistoriker aus verschiedenen Fachbereichen. Es finden sich zahlreiche Ärzte, aber auch Philosophen, Klassische Philologen, Arabisten, Historiker und Wissenschaftshistoriker unter ihnen. Manche Medizinhistoriker verfügen auch über Doppelqualifikationen.

## Institutionen und Gesellschaften
Tätig sind wissenschaftlich arbeitende Medizinhistoriker meist in universitären Instituten für Geschichte, Theorie und Ethik der Medizin, die in den medizinischen Fakultäten untergebracht sind, aber auch in den entsprechenden universitären Instituten der genannten Fächer. Allerdings gibt es auch eine Reihe von außeruniversitären Forschungsinstituten. Darüber hinaus wurden eine Reihe von gelehrten Gesellschaften gegründet, die die Erforschung allgemein der Geschichte der Naturwissenschaften und im Besonderen der Medizin zum Ziel haben und häufig die Publikation wissenschaftlicher Zeitschriften und Publikationsreihen tragen.

## Auszeichnungen für Medizinhistoriker
Seit 1955 vergibt die von George Sarton und Lawrence J. Henderson gegründete History of Science Society (HSS) die George-Sarton-Medaille für besondere Leistungen auf dem Gebiet der Wissenschaftsgeschichte. Zu den ersten Trägern gehörte der deutsch-US-amerikanische Medizinhistoriker Owsei Temkin, der die Auszeichnung im Jahr 1960 erhielt. Mit der renommierten Medaille wurden beispielsweise auch John Farquhar Fulton, Richard Harrison Shryock, Walter Pagel und Ronald Numbers ausgezeichnet.
Weitere wissenschaftshistorische Preise für Medizinhistoriker (Auswahl):
- Scultetus-Preis (Scultetus Gesellschaft e. V., Ulm)
- Sudhoff-Plakette der Deutschen Gesellschaft für Geschichte der Medizin, Naturwissenschaft und Technik
- Leibniz-Medaille der Preußischen Akademie der Wissenschaften
- Akademie-Preis der Bayerischen Akademie der Wissenschaften
- Cothenius-Medaille
- William Henry Welch-Medal der American Association for the History of Medicine
- NTM-Artikelpreis für junge Autor*innen[20]

## Museen für Medizingeschichte
Ein effektives Mittel, medizinhistorische Zusammenhänge und Forschungsergebnisse einem größeren Publikum zu vermitteln, sind insbesondere naturwissenschaftlich ausgerichtete Museen, von denen manche ausschließlich auf die Medizingeschichte allgemein spezialisiert sind, andere auf einzelne Krankheiten, auf bestimmte Fachgebiete und auf einzelne Personen sowie auf das Krankenhauswesen.